# الفوراني
أبو القاسم عبد الرحمن بن محمد بن فوران الفوراني المروزي فقيه شافعي، عاش خلال القرن الخامس الهجري، له كتاب الإبانة في الفقه. قال عنه ابن قاضي شهبة: ثقة جليل القدر واسع الباع في دراية المذهب وعمده محشوة من النصوص ملخصة وقال عنه الإمام الذهبي: «العلامة، كبير الشافعية» وأضاف «وكان سيد فقهاء مرو».

## تلاميذه
من الذين تتلمذوا على يديه عبد الرحمن بن عمر المروزي، وعبد المنعم بن أبي القاسم القشيري، وزاهر بن طاهر، وأبو سعد المتولي ومحيي السنة البغوي. وأبو المعالي الجويني.

## انتقاد أبي المعالي الجويني له
وكان إمام الحرمين أبو المعالي الجويني يحط على الفوراني، حتى قال في باب الأذان: هذا الرجل غير موثوق بنقله لكنه حقيقة لم يذكره بالإسم لا هنا ولا في أي موضع من النهاية كما ذكر محقق نهاية المطلب.
وقد بين ابن خلكان سبب هذا النقد فقال: «وسمعت بعض فضلاء المذهب يقول: إن إمام الحرمين كان يحضر حلقته وهو شاب يومئذ، وكان الفوراني لا ينصفه، ولا يصغي إلى قوله لكونه شابا، فبقي في نفسه منه شيء، فمتى قال في " نهاية المطلب ": وقال بعض المصنفين كذا وغلط في ذلك، وشرع في الوقوع فيه، فمراده أبو القاسم الفوراني.»
أما تاج الدين السبكي فقد حاول نفي التهمة عن إمام الحرمين بتعرضه للفوراني لكنه في نفس الوقت رفض أي طعن في الفوراني: «والذي أقطع به أن الامام لم يرد تضعيفه في النقل من قبل كذب معاذ الله، وإنما الامام كان رجلا محققا مدققا يغلب بعقله على نقله، وكان الفوراني رجلا نقالا، فكان الامام يشير إلى استضعاف تفقهه، فعنده أنه ربما أتي من سوء الفهم في بعض المسائل، هذا أقصى ما لعل الامام يقوله. وبالجملة ما الكلام في الفوراني بمقبول، وإنما هو علم من أعلام هذا المذهب، وقد حمل عنه العلم جبال راسيات وأئمة ثقات، وقد كان من التفقه أيضا بحيث ذكر في خطبة " الابانه " أنه يبين الأصح من الأقوال والوجوه، وهو من أقدم المنتدبين لهذا الامر.»

## وفاته
توفي الفوراني، في رمضان سنة: 461هـ بمرو.